# Le Destin des Habsbourg
La tragédie d'un empire
Pour plus de détails, voir Fiche technique et Distribution.
Le Destin des Habsbourg - La tragédie d'un empire (titre original allemand : Das Schicksal derer von Habsburg) est un film muet dramatique et historique allemand en noir et blanc, réalisé par Rolf Raffé avec Leni Riefenstahl en vedette, sorti en 1928.

## Synopsis
Entre les dernières années du XIXe et le début du XXe siècle, le couple impérial autrichien, François-Joseph et son épouse Sissi se partagent entre la capitale autrichienne et leur château de Schönbrunn. Après la gloire viendra la décadence. Sissi est assassinée en 1898, le prince héritier Rodolphe connaît une fin tragique à Mayerling et l'archiduc François-Ferdinand est tué dans un attentat à Sarajevo en 1914. Cet acte déclenchera la Première Guerre mondiale qui elle-même signera la fin de la dynastie des Habsbourg.

## Fiche technique
- Réalisation : Rolf Raffé
- Scénario : Max Ferner
- Durée : 76 minutes
- Première : le 16 novembre 1928 au Waterloo-Theater à Hambourg (Allemagne  République de Weimar)

## Distribution
- Fritz Spira : l'empereur François-Joseph
- Erna Morena : l'impératrice Élisabeth, surnommée Sissi
- Maly Delschaft : la princesse héritière Stéphanie
- Leni Riefenstahl : Marie Vetsera
- Alphons Fryland : le prince héritier Rodolphe
- Franz Kammauf : Bratfisch
- Paul Askonas : Montenuovo
- Carmen Cartellieri : la comtesse Larisch
- Willi Hubert : François-Ferdinand
- Albert Kersten : le comte Hoyos
- Irene Krauß : la baronne Hélène Vetsera
- Ferry Lukacs : l'empereur Karl
- Ernst Recniczek : Philippe de Cobourg
- Alice Roberts : Louise de Cobourg
- Minje van Gooten

## Lieux de tournage
Le Destin des Habsbourg a été tourné en partie au château de Schönbrunn, lieu de résidence des Habsbourg d'Autriche.

## Restauration du film
Comme beaucoup de films dont le support étaient des pellicules en nitrate de cellulose, hautement inflammables, ce film était considéré comme perdu. En Allemagne, il n'existait plus que deux fragments d'une durée totale de onze minutes conservés aux Archives fédérales du film à Berlin.
En 1999 d'autres fragments du film furent localisés et, le 18 août 2001, il fut présenté une version italienne restaurée au festival d'été de la cinémathèque de Bonn. Cette version était composée d'une copie sur nitrate de la Cineteca Paolo Venier (1706 m), des fragments conservés à Berlin (382 m) ainsi que ceux sauvegardés aux Archives du Film en Autriche (335 m). Comme certaines parties de la pellicule étaient trop endommagées, certains plans furent remplacés par des images fixes. Le film fut présenté une seconde fois le 29 août 2002 au musée du film de Potsdam à l'occasion des 90 ans des studios de Babelsberg.
Le film original comportait des séquences documentaires qui furent coupées.